# Берсі
Берсі́ (фр. Bercy) — місцевість на сході Парижа, поруч з Венсенським лісом, частина XII округу. До 1860 — самостійне місто з населенням 15 тис. жителів, ще раніше — володіння сімейства Монморансі з бароковим замком XVII століття (архітектора Луї Ліво).
Міст Берсі (Pont de Bercy), пішохідний місток Симони де Бовуар (Passerelle Simone de Beauvoir) та міст Тольбіяк (Pont de Tolbiac) поєднують квартал з XIII муніципальним округом Парижа.
Тут розташовані великий Парк Берсі (площа 14 га), сучасна будівля Міністерства фінансів та великий спортивно-концертний комплекс.

## Практична інформація
В Берсі знаходиться залізничний вокзал Берсі.
До Берсі можна потрапита на метро лінія 6 та лінія 14: станції Bercy та Cour Saint-Émilion.
На авто до кварталу можна доїхати через Бульвар Періферік до виїзду на трасу A4.

## Демографія
| Рік  | Населення тисяч жителів | Щільність населення (чол/км²) |
| ---- | ----------------------- | ----------------------------- |
| 1954 | 9 928                   | 5 217                         |
| 1962 | 10 133                  | 5 325                         |
| 1968 | 9 109                   | 4 787                         |
| 1975 | 7 655                   | 4 023                         |
| 1982 | 8 252                   | 4 336                         |
| 1990 | 8 305                   | 4 364                         |
| 1999 | 13 987                  | 7 350                         |